# 't Kalf (Zaanstad)
 't Kalf is een buurtschap in Zaandam, onderdeel van de gemeente Zaanstad. Ze bevindt zich tegenover de buurtschap Haaldersbroek aan de waterloop De Braak. Het schiereiland De Hemmes in de Zaan is tegenwoordig onderdeel van 't Kalf. Sedert het einde van de jaren zeventig van de 20e eeuw werd 't Kalf opgenomen in de nieuwbouwwijk Het Kalf of Kalf  die ligt tussen het water van de Braak, de Zaan, de snelweg A7 en het natuur- en recreatiegebied de Jagersplas. Het Kalf maakt deel uit van de wijk Zaandam-Noord.

## Bezienswaardigheden
- De rooms-katholieke Maria Magdalenakerk werd in 1887 ingewijd. Ze verving de schuilkerk die in 1730 in de buurtschap Haaldersbroek was gebouwd. Die op haar beurt verving weer de schuilkerk in het Vleethuis op het Kalf. Het eenvoudige neogotische kerkje is schilderachtig gelegen te midden van groen.

## Winkelcentrum
De woonwijk beschikt over een wijkwinkelcentrum aan de Drielse Wetering, waar zich ook horeca-instellingen bevinden.

## Bereikbaarheid
De wijk is vanuit het centrum bereikbaar met EBS stadsbus 69, R-net bus 391 geeft een verbinding met Station Amsterdam Centraal, Zaandam Oost en de Zaanse Schans.  
Noord-Holland: Steden en dorpen in Noord-Holland      Nederland: Provincies · Gemeenten